# Tomas Johansson (brottare)
Tomas Johansson, född 20 juli 1962 i Haparanda, är en svensk före detta brottare, som bland annat tävlat för Haparanda SKT (där han numera verkar som tränare).
Tomas Johansson kom tvåa vid OS-tävlingarna i brottning i Los Angeles 1984, men han åkte fast i en dopningskontroll och fråntogs medaljen, varefter han blev avstängd i 18 månader. I sin comeback tog han brons vid EM 1986. 1986 tog han VM-guld i Budapest och tilldelades även Svenska Dagbladets guldmedalj. Vid OS i Seoul 1988 fick han bronsmedalj. 1992 blev det silvermedalj vid OS i Barcelona. Karriären på landslagsnivå avslutades vid OS i Atlanta 1996, då utan medalj. Mest känd är han kanske för sina många matcher mot Aleksandr Karelin, som Johansson var den förste att överhuvudtaget ta poäng emot, även om han alltid förlorade. Han talar både svenska och finska. Han deltog i den andra säsongen av TV-programmet Mästarnas mästare i Sveriges Television, och gick till final, där han kom på andra plats. Han deltog även i jubileumssäsongen 2018.

## Klubbkarriär
Som aktiv brottare har Tomas Johansson representerat Haparanda SK-Taktik (1972–1997), BK Loke i Gävle (1998–1999) och tyska Hallbergmoos (1996–1998).